# گوستاو هیلمار
گوستاو هیلمار (چکی: Gustav Hilmar; ۳۰ ژانویهٔ ۱۸۹۱ – ۱۹ مارس ۱۹۶۷) با نام واقعی «گوستاو چرنی» بازیگر اهل کشور چکسلواکی بود. او بین سال‌های ۱۹۲۷ تا ۱۹۶۴ در ۴۶ فیلم ظاهر شد.
از فیلم‌ها یا برنامه‌های تلویزیونی که وی در آن نقش داشته‌است می‌توان به قصه‌های چاپک، فانوس، و گردان اشاره کرد.